# Dušan Stević (calciatore)
Dušan Stević (in serbo Душан Стевић?; Brus, 25 luglio 1995) è un calciatore serbo, difensore del Trajal Kruševac.

## Carriera
Ha giocato nella massima serie dei campionati serbo e macedone.